# Gare de Varsovie-Est
La gare de Varsovie-Est (en polonais : Warszawa Wschodnia) est une gare ferroviaire importante de Varsovie, en Pologne.

## Situation ferroviaire
Située sur la rive est de la Vistule dans l'arrondissement de Praga-Południe, la gare fait partie de la « ligne transversale » ("linia Średnicowa") qui traverse le centre de Varsovie pour relier, sur un tronçon de 7 km, les trois gares principales de la ville, à savoir : Warszawa Wschodnia, Warszawa Centralna et Warszawa Zachodnia.

## Histoire
La gare est ouverte en 1866 en tant que terminus de la nouvelle ligne Varsovie - Terespol. En 1933 elle est reconstruite mais elle est détruite pendant la Seconde Guerre mondiale. Pendant une vingtaine d'années ce ne sont que des bâtiments provisoires qui font office de gare avant la construction d'une nouvelle gare définitive au milieu des années 1960. Inaugurée en 1969, elle se dégrade peu à peu, par manque d'investissements importants. À l'occasion de l'Euro 2012 d'importants crédits sont débloqués pour entreprendre sa rénovation complète.

## Service des voyageurs

### Desserte
La gare assure des liaisons voyageurs vers le sud, le nord et l'ouest de la Pologne avec les villes de Poznań, Cracovie, Gdańsk, Wrocław, Katowice, Olsztyn et des capitales étrangères comme Berlin, Budapest et Vienne.

### Intermodalité
La gare est desservie par le réseau de trains de banlieue SKM (lignes S1, S2, S3), par le réseau de tramway (lignes 7, 13, 22 et 28) et par le réseau d'autobus (lignes 120, 123, 146, 156, 147, 169, 315). Elle devrait aussi être desservie à terme (2028) par la station de métro « Dworzec Wschodni » sur la ligne 3 (pl) en projet, mais pour le moment les stations les plus proches sont Stadion Narodowy et Dworzec Wileński sur la ligne 2.